# Memoriał Primo Nebiolo 2010
Memoriał Primo Nebiolo 2010 – mityng lekkoatletyczny, który odbył się 12 czerwca 2010 roku w Turynie, we Włoszech. Areną zmagań sportowców był stadion im. Primo Nebiolo. Zawody zaliczane były do cyklu European Athletics Outdoor Premium Meetings.

## Rezultaty

### Mężczyźni
| Konkurencja:               | 1. miejsce           | Wynik    | 2. miejsce       | Wynik       | 3. miejsce         | Wynik       |
| Bieg na 100 m              | Michael Frater       | 10.21    | Ronald Pognon    | 10.25       | Fabio Cerutti      | 10.31       |
| Bieg na 200 m              | Ainsley Waugh        | 20.71    | Paul Hession     | 20.73       | David Alerte       | 20.74 SB    |
| Bieg na 800 m              | Abubaker Kaki Khamis | 1:43.48  | Kléberson Davide | 1:46.08     | Thomas Chamney     | 1:46.23 SB  |
| Bieg na 5000 m             | Daniel Salel         | 13:12.46 | Alex Korir       | 13:14.08 PB | Hosea Macharinyang | 13:14.58 SB |
| Bieg na 110 m przez płotki | Dayron Robles        | 13.08 SB | Philip Nossmy    | 13.65       | Lawrence Clarke    | 13.72 PB    |
| Trójskok                   | Arnie David Giralt   | 17.21    | Fabrizio Donato  | 17.08 SB    | Yochai Halevi      | 16.56       |
| Rzut młotem                | Siergiej Litwinow    | 78.01    | Nicola Vizzoni   | 76.38       | Dzmitry Shako      | 73.29       |

### Kobiety
| Konkurencja:               | 1. miejsce           | Wynik    | 2. miejsce            | Wynik    | 3. miejsce       | Wynik        |
| Bieg na 400 m              | Libania Grenot       | 51.54 SB | Ebonie Floyd-Broadnax | 52.04    | Amy Mbacké Thiam | 52.26        |
| Bieg na 1500 m             | Siham Hilali         | 4:08.24  | Sylvia Jebiwott Kibet | 4:08.71  | Elisa Cusma      | 4:08.90 SB   |
| Bieg na 400 m przez płotki | Perri Shakes-Drayton | 54.91 PB | Ajoke Odumosu         | 55.42 SB | Nicole Leach     | 55.56        |
| Skok wzwyż                 | Irina Gordeyeva      | 1.97 SB  | Levern Spencer        | 1.95     | Chaunté Howard   | 1.92         |
| Pchnięcie kulą             | Misleydis González   | 19.22 SB | Nadine Kleinert       | 18.94    | Anita Márton     | 18.20 NUR PB |